# 잭 헤일리
존 조지프 "잭" 헤일리 주니어(영어: John Joseph "Jack" Haley Jr., 1897년 8월 10일 ~ 1979년 6월 6일)는 미국의 배우이다. 

## 영화
- 사랑은 은반 위에 2 (2006년)
- 리바운드 (2005년)
- NBA 하드우드 클래식: 마이클 조던 - 위대한 업적 (1996년) - 본인 역
- 엔터테인먼트 (1974년)
- 메이크 마인 래프 (1949년)
- 조지 화이트의 스캔달 (1945년)
- 하이어 앤 하이어 (1943년)
- 문 오버 마이아미 (1941년)
- 네이비 블루스 (1941년)
- 오즈의 마법사 (1939년) - 양철 나뭇꾼/ 히커리 역
- 알렉산더의 랙타임 밴드 (1938년)
- 써니브룩 농장의 레베카 (1938년)
- 데인저-러브 앳 워크 (1937년)
- 웨이크 업 앤 라이브 (1937년)
- 푸어 리틀 리치 걸 (1936년)
- 피그스킨 퍼레이드 (1936년)
- 플로우 스루 (1930년) - 잭 역